# Universal Motown Records
Universal Motown Records era un'etichetta discografica che operava come divisione della Universal Motown Republic Group. È stata una incarnazione contemporanea della leggendaria etichetta Motown Records, oltre che "metà urban" della UMRG, benché fossero sotto contratto anche alcuni artisti rock.

## Storia
Nel 2005 la Motown Records è stata unita agli artisti urban della Universal Records per creare una nuova etichetta, la Universal Motown Records, guidata dall'ex amministratore delegato della Elektra Records Sylvia Rhone, and placed under the newly created umbrella division of Universal Motown Republic Group. A fine 2008 la Motown Records ha festeggiato il suo quindicesimo anniversario con la pubblicazione dell'album The Complete No. 1's, un cofanetto contenente tutti i principali successi dell'etichetta, pubblicato in collaborazione con la Universal Music Group.
Nel 2011 sono stati fatti alcuni cambiamenti all'interno dell'azienda, e la Motown Records è stata separata dalla Universal Motown Records, ed unita alla The Island Def Jam Music Group (in seguito ribattezzata The Island Def Jam Motown Music Group), rendendo la Universal Republic Records un'etichetta indipendente e terminando le attività della Universal Motown Republic Group.